# Huxi (Penghu)
Huxi (chinesisch 湖西鄉, Pinyin Hú-xi Xiāng, Pe̍h-ōe-jī Ô͘-sai-hiong) ist eine Landgemeinde (鄉,  Xiāng) auf den Penghu-Inseln der Republik China (Taiwan).

## Lage und Klima
Die Gemeinde Huxi liegt im Osten der Penghu-Inseln. Flächenmäßig und von der Einwohnerzahl her ist sie die zweitgrößte unter den sechs Gemeinden von Penghu. Das Gemeindegebiet liegt zum größten Teil auf der Hauptinsel und umfasst zusätzlich fünf kleine, unbewohnte Inseln: Jishan (雞善嶼), Dinggou (錠鉤嶼), Chapo (查坡嶼), Chamou (查某嶼) und Xianglu (香爐嶼). Außerdem gibt es mehrere Felsen, die periodisch durch die Flut überschwemmt werden und daher nicht als echte Inseln gelten. Das Gemeindegebiet grenzt im Westen an die Inselhauptstadt Magong und ist durch die Zhongzheng-Brücke mit der nördlich gelegenen Gemeinde Baisha verbunden.

## Geschichte
Das Gebiet von Huxi wurde durch han-chinesische Siedler, die aus Kinmen kamen, etwa im 17. Jahrhundert besiedelt. Während der Zeit der japanischen Kolonialherrschaft (1895 bis 1945) wurde im Rahmen einer Verwaltungsreform 1920 das ‚Dorf‘ (庄,  Zhuang) Huxi als Verwaltungseinheit geschaffen. Nach der Übernahme der Penghu-Inseln durch die Republik China 1945 wurden die japanischen Verwaltungseinheiten weitergeführt. Aus dem Dorf wurde die ‚Landgemeinde‘ (鄉,  Xiāng) Huxi.

## Bevölkerung
In den letzten Jahrzehnten verzeichnete Huxi eine kontinuierliche Bevölkerungszunahme durch Zuwanderung von 12.976 Einwohnern (1995) auf 15.230 (2020).
| Gliederung Huxis |
|                  |

## Verwaltungsgliederung
Huxi ist in 22 Dörfer (村,  Cūn) untergliedert:
1 Zhongxi (中西村)

2 Shagang (沙港村)

3 Dingwan (鼎灣村)

4 Tanbian (潭邊村)

5 Xujia (許家村)

6 Dongshi (東石村)

7 Chenggong (成功村)

8 Chengbei (城北村)

9 Taiwu (太武村)

10 Aimen (隘門村)

11 Lintou (林投村)

12 Jianshan (尖山村)

13 Longmen (龍門村)

14 Guoye (菓葉村)

15 Nanliao (南寮村)

16 Beiliao (北寮村)

17 Hudong (湖東村)

18 Huxi (湖西村)

19 Baikeng (白坑村)

20 Qingluo (青螺村)

21 Hongluo (紅羅村)

22 Xixi (西溪村)

## Wirtschaft

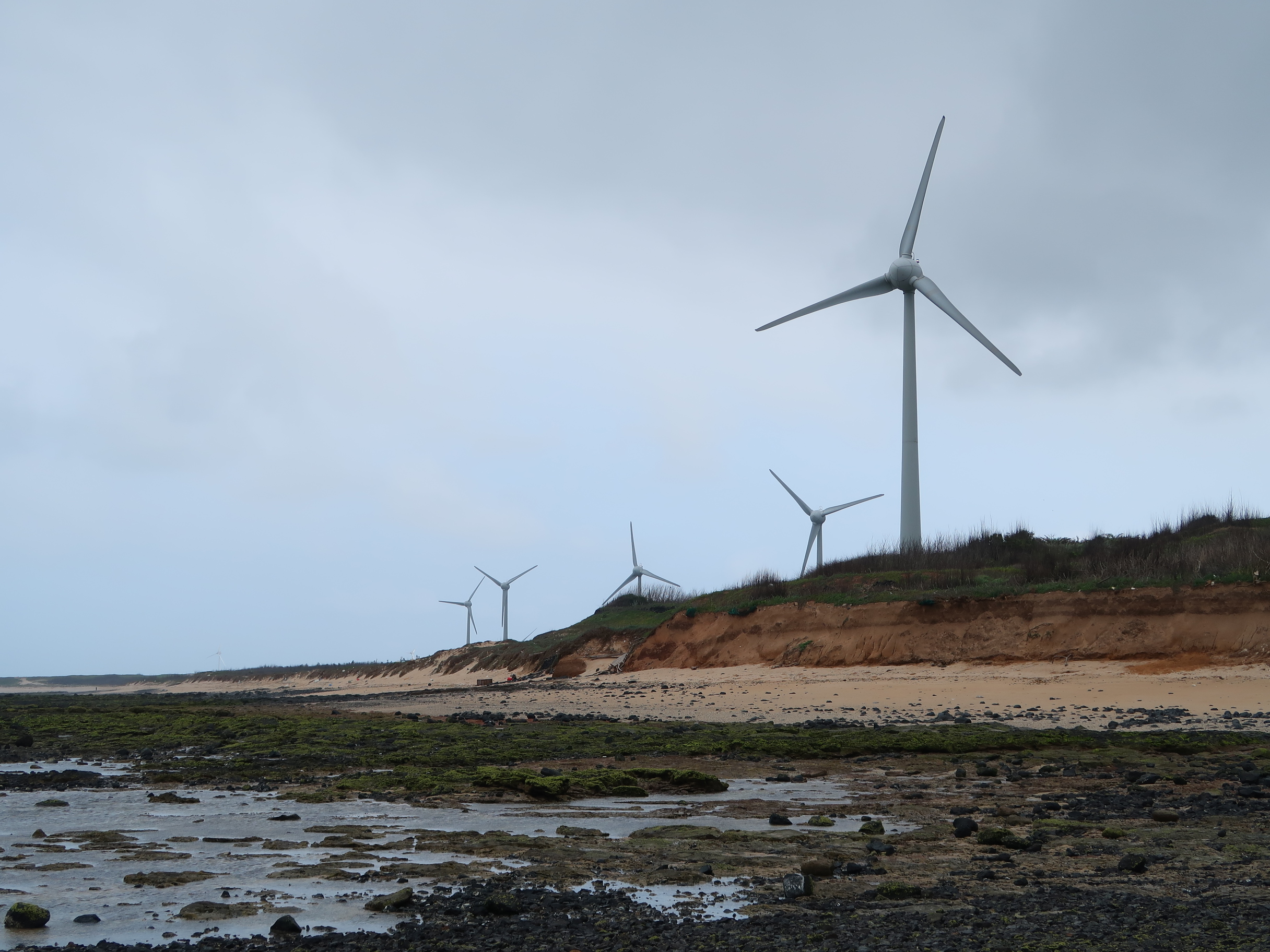
Windkraftanlagen in Huxi

In Huxi sind die landwirtschaftlich am besten nutzbaren Böden in Penghu zu finden. Im Jahr 2022 wurden etwa 17,90 km² für Ackerbau oder Weidewirtschaft genutzt. Landwirtschaftliche Spezialitäten sind Fengru-Tee (風茹茶), der aus Glossogyne tenuifolia, einer krautigen Pflanze, die vor allem auf Penghu endemisch ist, zubereitet wird und dem verschiedene medizinische Effekte zugeschrieben werden, Echte Aloe, Erdnüsse sowie verschiedene saisonale Gemüse (Kürbisse, Melonen, Schwammkürbis, Tomaten, Drachenfrucht, Kohl etc.). Die Fischerei spielt, wie überall in Penghu, eine bedeutende Rolle. Im Jahr 2022 waren 3391 Personen in diesem Wirtschaftssektor beschäftigt. Ganz überwiegend handelte es sich um Küstenfischerei. Die Aquakultur spielte nur eine geringe Rolle.

## Besonderheiten
Es gibt mehrere Sandstrände, darunter den etwa drei Kilometer langen Aimenlintou-Sandstrand (隘門林投沙灘) an der Südküste im Bereich der Dörfer Aimen, Lintou und Jianshan. Als sehenswert gelten die Basaltformationen der vorgelagerten Insel Jishan, auf der zahlreiche Seevögel beobachtet werden können. In den Dörfern, besonders in Nanliao, finden sich ältere Häuser, die im individuellen Stil der traditionellen Penghu-Architektur erbaut sind. Im Norden liegt das Qingluo-Feuchtgebiet (青螺濕地), ein kleines Naturschutzgebiet.

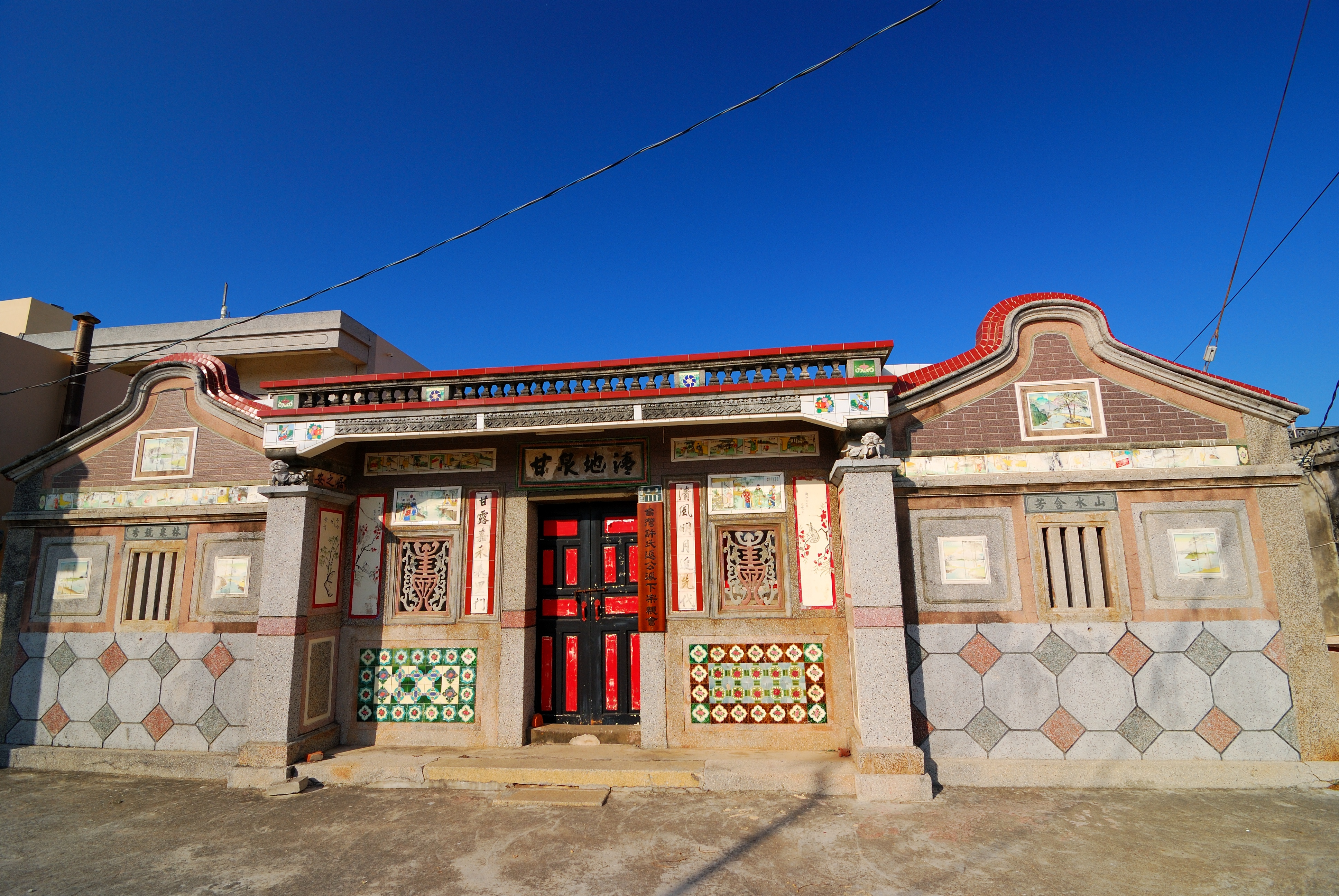
Altes Xuhui-Haus im Dorf Nanliao
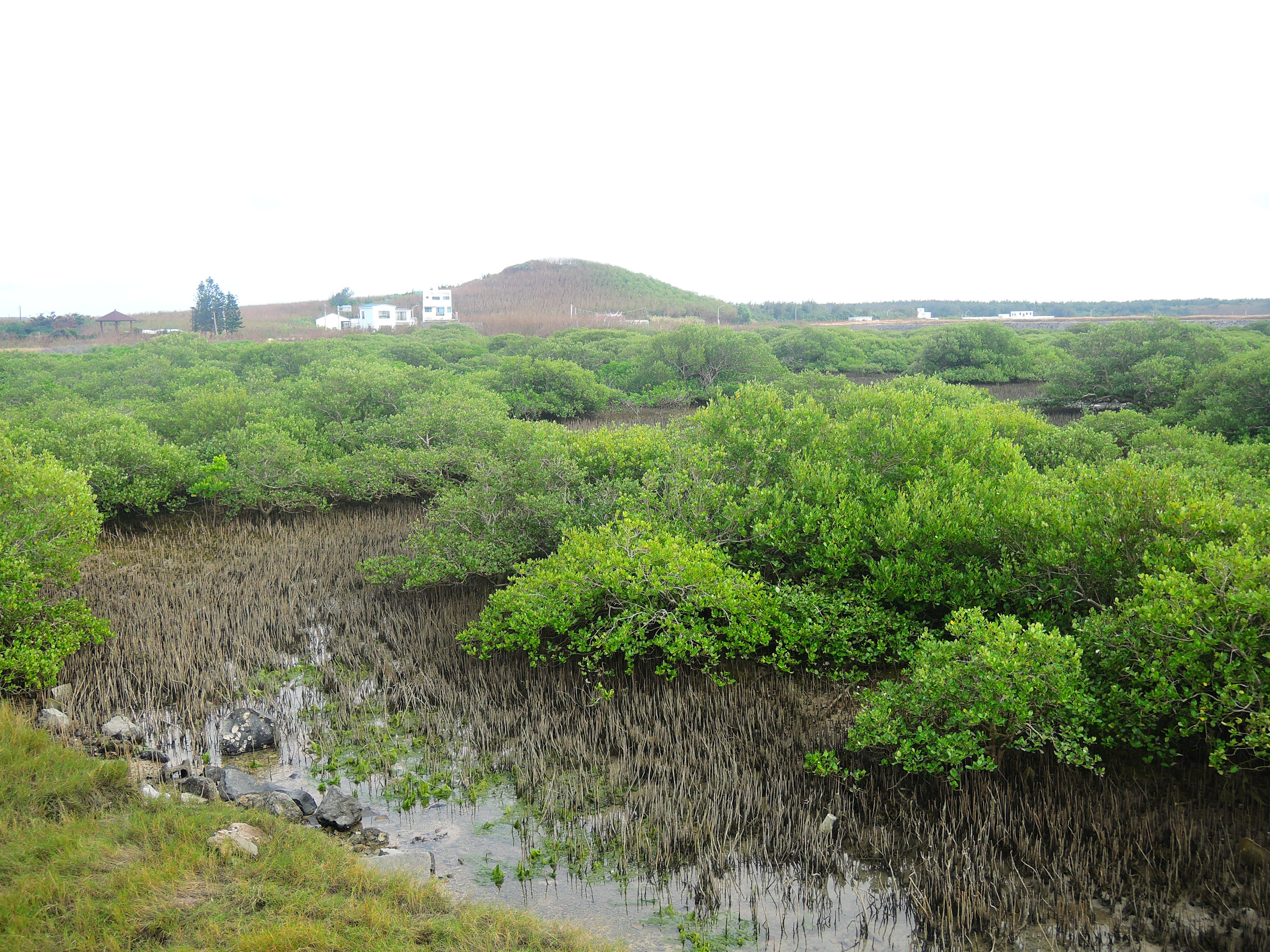
Qingluo-Feuchtgebiet